# أليساندرو فروسيني
أليساندرو فروسيني (بالإيطالية: Alessandro Frosini)‏ مواليد 22 سبتمبر 1972 في سيينا، هو لاعب كرة سلة إيطالي سابق بدأ مسيرته الاحترافية في سنة 1990. اعتزل اللعب في 2011.

## فرق لعب لها
- فيرتوس بالاكانسترو بولونيا
- فيكتوريا يبرتاس بيزارو
- يوفي كازيرتا باسكت
- بالاكانسترو ريجيانا

## الميداليات
| الميدالية | المسابقة                         |
| --------- | -------------------------------- |
| فضية      | بطولة أمم أوروبا لكرة السلة 1997 |

## روابط خارجية
- أليساندرو فروسيني على موقع الاتحاد الدولي لكرة السلة (الإنجليزية)
- أليساندرو فروسيني على موقع كرة السلة الأوروبية.كوم (الإنجليزية)
- أليساندرو فروسيني على موقع ريلجم (الإنجليزية)
- أليساندرو فروسيني على موقع بروبوليرز (الإنجليزية)
- أليساندرو فروسيني على موقع سبورتس رفرنس (الإنجليزية)